# François-Joseph Heim
Pour les articles homonymes, voir Heim.
François-Joseph Heim, né le 16 janvier 1787 à Belfort et mort le 29 septembre 1865 à Paris 6e, est un peintre, dessinateur et lithographe français.

## Biographie

### Formation

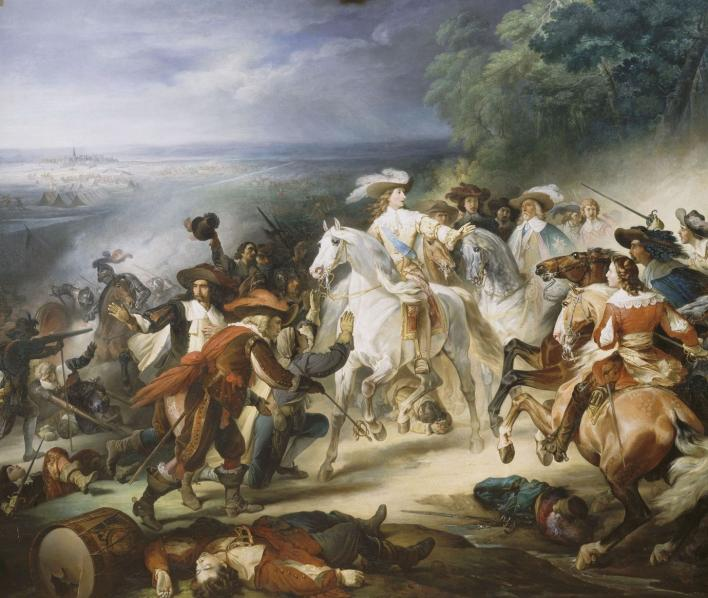
La Bataille de Rocroi (1834), Versailles, musée de l'Histoire de France.

Originaire du village de Gueberschwihr, le père de François-Joseph Heim, qui avait épousé à Belfort Marguerite Gérard, enseignait le dessin au collège de Belfort. Jean-Baptiste Kléber, alors architecte et inspecteur des bâtiments publics de l’arrondissement, qui devait plus tard s’illustrer sur les champs de bataille, lui a été donné pour parrain.
Heim n’est resté que deux années à Belfort, son père étant allé s’établir à Strasbourg. C’est sous sa direction qu’il a appris les premières notions de dessin, qu’il a complétées à l’école centrale de cette ville, où il a obtenu, à l’âge de onze ans, le premier prix de dessin. Ses parents voulaient en faire un mathématicien pour le pousser dans l’arme du génie, mais la passion de l’art a prévalu sur la pression parentale.

Monté à Paris, en 1803, il a assidûment étudié la peinture dans l’atelier de François-André Vincent, où il a eu Jean Alaux, François-Édouard Picot et Horace Vernet pour camarades d’atelier.

« On raconte qu’à cette époque, Heim ayant fait un tableau influencé par les impressionnalistes d’alors, il le montra à Vincent. Celui-ci, après l’avoir examiné, lui dit : « C’est donc là où vous êtes arrivé ! si vous continuez dans cette voie, vous êtes perdu ! » La secousse ressentie par le jeune homme à ces paroles fut terrible. Il sortit, sans trop savoir où il allait ; arrivé au milieu du pont des Arts, il s’arrêta brusquement, jeta son tableau par-dessus le parapet et courut dans l’atelier d’un de ses amis. Là, il se regarda dans la glace : sa figure bouleversée exprimait le chagrin, la honte. Alors, sans dire un mot, saisissant une toile, un pinceau et une palette, il fit son propre portrait qui, dit-on, est une de ses meilleures œuvres et fut retrouvée dans une vente publique à la fin du XIXe siècle. »

En 1806, concourant, pour le prix de Rome contre Boisselier l’aîné, qui l’a emporté, il a obtenu le second prix avec son Retour de l’Enfant prodigue, l’année suivante. Le premier prix lui a été décerné par acclamation pour son tableau sur le sujet de Thésée vainqueur du Minotaure.
En janvier 1808, il a eu la possibilité de compléter, en qualité de pensionnaire de l’État, ses études à Rome, où il a réalisé des copies des fresques de Michel-Ange, pour lequel il s’est pris de passion. Les ouvrages qu’il a envoyés de Rome ; l’un, représentant un Berger buvant à une fontaine, se trouvait au musée des Beaux-Arts de Strasbourg avant sa destruction en 1870, ont fait sensation.

### Consécration
De retour à Paris, Heim a obtenu, en 1812, la médaille d’or de première classe pour son tableau intitulé L’Arrivée de Jacob en Mésopotamie, conservé au musée des Beaux-Arts de Bordeaux. Il exposa ensuite Saint Jean (1814). Au Salon de 1817, il a envoyé Ptolémée Philopator saisi de crainte en voulant entrer de force dans le temple de Jérusalem et entraîné par ses amis (Fontainebleau) ; Jacob arrivant chez Laban (musée des Beaux-Arts de Bordeaux) ; Faustulus apportant à sa femme Romulus et Rémus (ancienne collection de Jacques-Frédéric Brackenhoffer, localisation actuelle inconnue) ; Jacob recevant la robe de Joseph (musée des Beaux-Arts de Lyon). En 1819, il connut un grand succès avec son Martyre de saint Cyr et de sainte Juliette, sa mère, qui lui a valu une nouvelle médaille de première classe, et qui se trouve dans l’église Saint-Gervais de Paris. Au même Salon, il a exposé La Résurrection de Lazare, La Clémence de Titus, Vespasien distribuant des secours au peuple. C’est à partir de cette époque que date sa réputation.

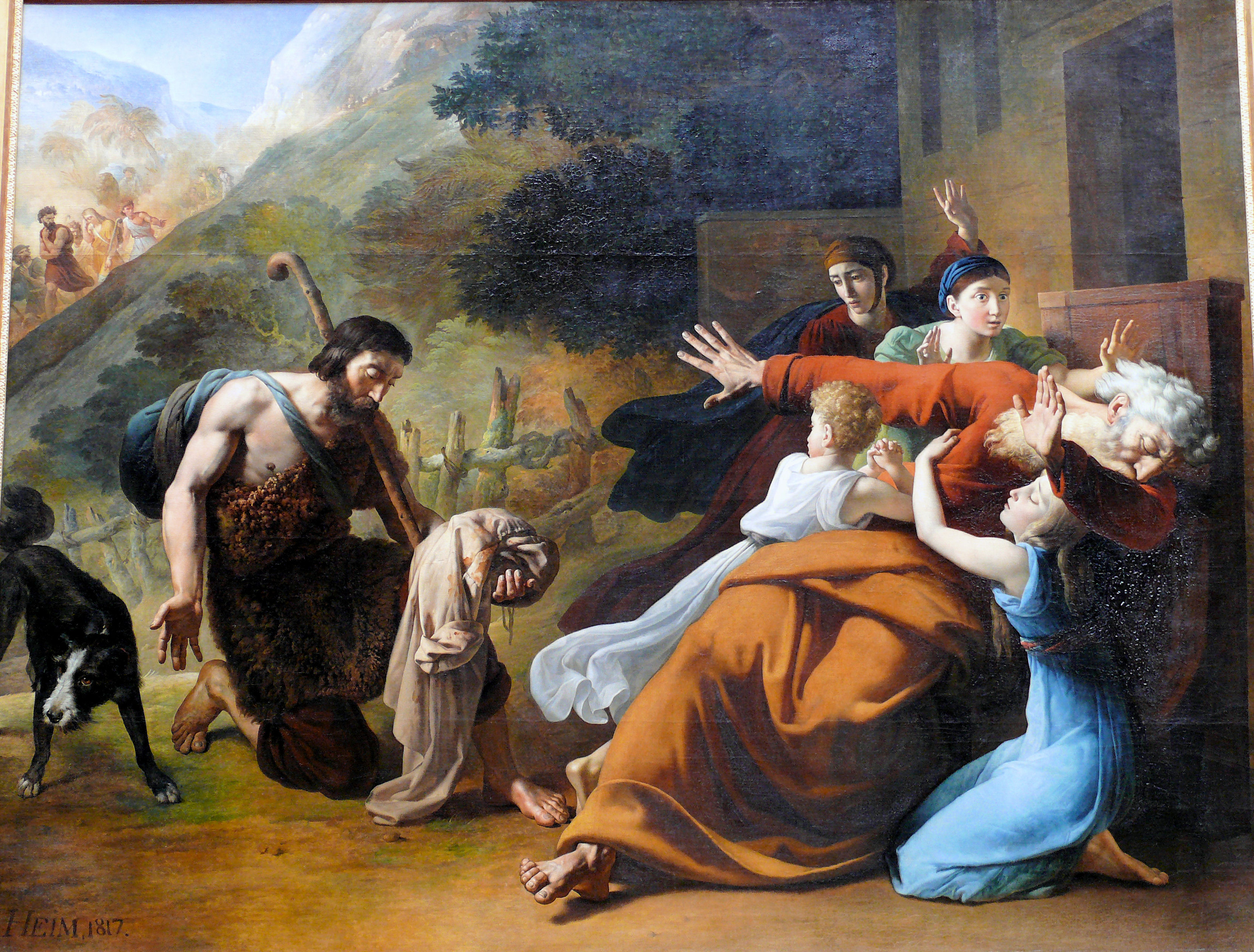
La Robe ensanglantée de Joseph apportée à Jacob (1817).

Vers la même époque, il a réalisé Le Martyre de saint Hippolyte, conservé à Notre-Dame de Paris, et Saint Hyacinthe ressuscitant un jeune homme qui s’est noyé (même église) ; en 1824, Sainte Adélaïde et saint Arnould, évêque de Metz. Ces peintures ont été d’autant plus remarquées qu’elles contrastaient avec celles de cette époque, qui traitaient généralement des sujets mythologiques.

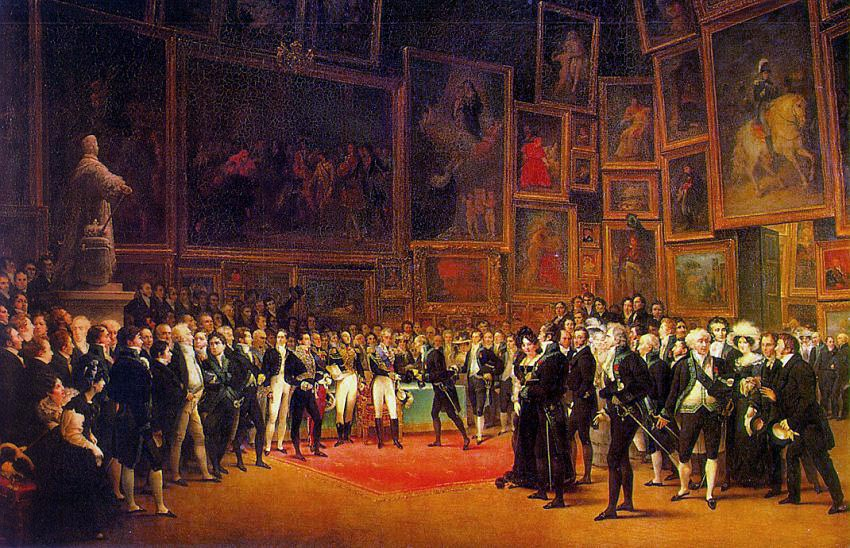
Charles distribuant des récompenses au Salon de 1824 (1827) Paris, musée du Louvre.

Heim a encore exposé, en 1824, La Prise du temple de Jérusalem par les Romains, également connue sous le titre de Massacre des Juifs par Titus. Cette œuvre, qui a connu un grand succès, lui a valu d’être décoré par le roi devant son œuvre même. Au Salon de 1827, il a exposé une toile d’un tout autre caractère : Charles X distribuant des récompenses aux artistes exposants du salon de 1824 au Louvre, le 15 janvier 1825. Il y a résolu un thème presque inabordable à force de difficultés ; les groupes de personnages officiels et de membres de l’Institut ont du relief, malgré la monotonie des uniformes académiques, et se meuvent librement, malgré l’espèce de cohue dont ils font partie. Chaque tête est un portrait finement peint, plein d’expression, et la scène entière se détache sur le fond du salon carré du Louvre. Dans la même manière, Heim a peint une Andrieux faisant une lecture dans le foyer de la Comédie-Française, composition présentant les portraits d’un grand nombre d’artistes dramatiques célèbres à cette époque (1828, salon de 1847). Le même mérite n’a pas été reconnu aux grandes toiles peintes pour les galeries de Versailles : Louis-Philippe recevant les députés qui lui défèrent la couronne (1834), Le Champ de Mai de 1815 (1836), La Bataille de Rocroi en 1643, La Défense du château de Burgos en 1812.

### Commandes publiques
En 1824, il a été chargé de décorer la huitième salle du musée Charles X, au palais du Louvre, qui renfermait une partie des antiquités grecques et romaines. Il a peint sur le grand plafond, de 35 pieds sur 18, Le Vésuve personnifié reçoit de Jupiter le feu qui doit consumer les villes d’Herculanum, de Pompéi et de Stabies. On y voit ces villes implorant le maître des dieux et Minerve, protectrice des arts, intercédant pour elles, tandis qu’Éole tient les vents enchaînés et attend l’ordre de Jupiter. Les voussures du plafond sont ornées de six tableaux ; quatre représentent des scènes de désolation ; le cinquième, La mort de Pline l'Ancien ; le sixième, Pline le jeune écrivant ses “Lettres”. Dans la même salle, il a peint huit ronds à fonds d’or, sur lesquels il a représenté des génies sauvant les objets d’art. On a reproché une certaine mollesse aux figures de ce plafond, qui est néanmoins est un des meilleurs parmi ceux de la galerie Charles X.
Renfermant les tableaux de l’École française, la cinquième salle a également été décorée par Heim. Le plafond représente, sous une forme allégorique, la Renaissance des arts en France. La France, accompagnée du génie des arts, offre ses trésors à ceux-ci qui accourent au bruit de la Renommée. La gloire leur présente des couronnes. Les voussures renferment huit tableaux, dont les sujets sont tirés de l’histoire de France à partir du règne de Charles VIII jusqu'au règne de Henri II. Ces sujets sont Le Pérugin faisant le portrait de Charles VIII ; L’Entrée triomphante de Charles VIII à Naples ; La Clémence de Louis XII ; François Ier visitant l’atelier de Benvenuto Cellini à l’hôtel de Nesle ; Léonard de Vinci à son lit de mort ; Le Camp du drap d’or ; La Mort de Bayard ; Le Tournoi de 1559, dans lequel Henri II fut blessé par Montgommery.

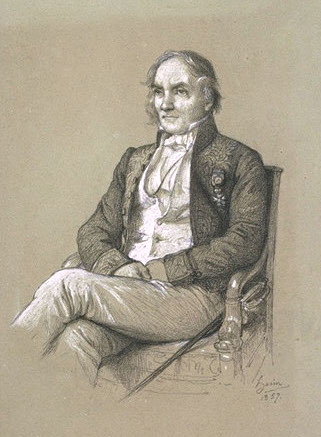
Charles Combes, Paris, musée du Louvre.

Les grandes compositions religieuses ou historiques de Heim, qui respirent la correction et la fermeté du dessin, la puissance du modelé, la solidité du coloris, beaucoup d’élan et de mouvement, alliés à l’observation, à la grâce et à la finesse, lui ont valu plusieurs distinctions. En 1829, ses pairs l’ont élu membre de l’Académie des beaux-arts, en remplacement de Jean-Baptiste Regnault ; plus tard, le 19 août 1831, il a remplacé Guillaume Guillon Lethière au poste de professeur à l’École des beaux-arts ; lui n'aura pas de successeur à son poste. Enfin, en 1853, il est élu président de l’Académie des beaux-arts. À la suite d’une chute alors qu’il peignait l’un des plafonds du Louvre, il s’est vu condamné à l’inaction pendant plusieurs années. Après sa guérison, dont il désespérait, il s’est remis de nouveau au travail.
En 1844, il a exécuté les peintures de la salle des conférences de la Chambre des députés. Elles se composent de quatre sujets principaux représentant Charlemagne faisant lire au peuple ses capitulaires ; Louis VI, dit le Gros, affranchissant les communes ; Saint-Louis faisant publier ses ordonnances avant son départ pour la Terre-Sainte ; Louis XII organisant définitivement la Chambre des comptes ; puis de quatre figures allégoriques : La Prudence, La Justice, La Force et La Vigilance ; de douze médaillons supportés par des figures en grisaille, où sont peints les portraits de l’abbé Suger, de Jannin, de Mathieu Molé, de Thou, de Sully, de Richelieu, de Montesquieu, de d’Aguesseau, de l’Hospital, de Michel Montaigne, de Colbert et de Turgot ; de huit figures allégoriques placées aux quatre angles : L’Agriculture, La Marine, Les Beaux-Arts, L’Industrie, Le Commerce, Les Sciences, La Paix et La Guerre ; enfin de quatre écussons portant les inscriptions suivantes : Charte de 1830, Code Napoléon.
En 1849, il réalise le décor de la chapelle Sainte-Anne dans l'église Saint-Séverin à Paris.

### Fin de carrière
Oublié et méconnu pendant des années, Heim a été réhabilité en 1853, grâce à un tableau représentant La Défaite des Cimbres par Marius, donnée par Napoléon III au musée des Beaux-Arts de Lyon. L’Exposition universelle de 1855 a été pour le vieux peintre d’histoire l’occasion d’un nouveau succès ; il y a envoyé une esquisse de la bataille de Rocroi et des portraits au crayon, singulièrement vivants, de membres de l’Institut, qui lui ont valu la croix d’officier de la Légion d’honneur et la grande médaille d’honneur. Théophile Gautier l’a proclamé un artiste de premier ordre, et déclaré que, si ses dernières œuvres laissaient à désirer, les anciennes ne seraient pas déplacées à côté des meilleurs tableaux des maîtres bolonais.
Heim a exposé de nouveau, en 1859, une série de portraits des membres de l’Institut, aujourd’hui au Louvre, où respire une jeunesse, une vie, une fermeté qu’on n’aurait pas soupçonnées chez le vieux peintre classique. Parmi les autres ouvrages de Heim, on citera un Saint Jean (1814), qui a appartenu à Denon ; Le Rétablissement des sépultures royales à Saint-Denis (1819) ; La Victoire de Judas Macchabée, pêle-mêle effroyable d’hommes et de chevaux rendu avec une grande vigueur ; un tableau sur place à l’église Notre-Dame-de-Lorette ; les peintures de la chapelle des âmes du Purgatoire à l’église Saint-Sulpice ; celles de la chapelle Sainte-Anne à Saint-Sévérin et le Portrait de madame Hersent.

À sa mort, Jean-Léon Gérôme lui a succédé à l’Académie des beaux-arts. On a dit de lui qu’

« il ne se mêla jamais à ces luttes jalouses, à ces mesquines rivalités d’école qui ne viennent que trop souvent troubler l’harmonie qui devrait toujours régner dans le poétique domaine des arts. Étranger à tout étroit système, il s’inclina devant le Beau partout où il le trouva ; aussi, tous ses ouvrages semblent-ils s’être animés au souffle de la vérité éternelle, de la Perfection. »

Il avait épousé la seconde fille de Pierre Cartellier, Fanny (1806-1825). Par cette alliance, Heim était le beau-frère de Louis Petitot, mari de Julie Cartelier.

## Réception critique
Jules-Émile Saintin a porté ce jugement sur Heim : 

« Il eût pu être un maître ; il avait l’énergie, celle du dessin comme celle de la brosse. Il avait la vigueur du mouvement, il avait l’ampleur du geste, mais son mauvais sort voulut qu’il lui manquât je ne sais quelle hardiesse un peu intempérante des vrais maîtres : la confiance dans ses propres yeux, le dédain instinctif des manières favorisées du public, enfin cette indépendance de l’esprit qui vient plutôt du tempérament que de l’éducation. Heim, soit timidité, soit prudence, n’osa jamais s’affranchir de la tradition académique, si puissante dans sa jeunesse ; jamais il ne trancha résolument les lisières de cette tradition ; et s’il recueillit, par des commandes régulières, les bénéfices d’une telle sagesse de conduite, il y perdit les meilleures chances de sa gloire. »

« Heim était de petite taille, sec, nerveux ; les yeux n’étaient pas grands, mais vifs et expressifs ; une grande bouche, le nez proéminent, le visage maigre et long, des cheveux abondants, le teint animé, la physionomie sympathique et prodigieusement mobile. Le cœur, chez Heim, valait l’intelligence ; nul n’était plus que lui accessible aux jeunes gens, plus disposé à leur donner d’utiles conseils. Il aimait à obliger et gardait un souvenir reconnaissant des services rendus à lui ou aux siens Il avait une nature délicate, indépendante et fière, timide aussi. Lorsqu’il présidait une séance de l’Institut, rien qu’à prononcer la phrase sacramentelle : « Messieurs, la séance est ouverte », il rougissait jusqu’aux oreilles. Devant sa toile, le peintre, dont les qualités maitresses étaient la sûreté et la vigueur, n’était guère rassuré non plus. Il avait ces frayeurs, ces hésitations, ces tremblements dont se sent saisi l’artiste qui a vraiment l’amour et le respect du beau. C’est peut-être parce qu’il comprenait si bien les difficultés de l’art, qu’il ne reprenait le plus souvent les élèves qu’avec des ménagements extrêmes et des précautions touchantes… Des succès éclatants n’avaient pas ébloui l’artiste et ne lui avaient donné aucune vanité. Sa modestie allait si loin, que sans cesse il s’effaçait pour rehausser le mérite des autres. Sa bonhomie, sa gaieté, la cordialité de ses manières, son humeur égale, rendaient son commerce des plus agréables ; aussi tous ceux qui l’approchaient avaient pour lui autant d’affection que d’estime »

## Élèves
- Jules-Claude Ziegler

## Œuvre
- Charles X distribuant des récompenses aux artistes, à la fin du Salon de 1824, 1827, huile sur toile, 173 × 256 cm, Musée du Louvre, « en ligne », sur Collections du Louvre (consulté le 3 mars 2022).